# Яков Мажовски
Яков Радев Мажовски е български зограф от Македония, представител на Дебърската художествена школа.

## Биография
Яков Мажовски е роден в мияшката паланка Лазарополе, Дебърско, Македония. Според брат му Исая Мажовски годината на раждането му е 1848, а според Асен Василиев – 1835. Заедно с двамата си братя Исая Мажовски и Йосиф Мажовски учи иконопис. Яков работи в Костурско, Прилепско и Скопско. В Битолско, Ресенско и Охридско работи заедно с братята си Йосиф и Исая.
С брат си Йосиф Мажовски рисува иконите в църквите „Свето Преображение Господне“ в Гопеш, „Свети Георги“ в Олевени, където правят и стенописите, в „Света Богородица“ в Гявато и в „Св. св. Константин и Елена“ в Сопотско. В 1870 година с брат си Йосиф довършват престолните икони в храма „Свети Архангел Михаил“ в Ташмарунища.
Фреските в църквата „Свети Илия“ в Челопеци са дело на Яков Мажовски.
Църквата „Свети Николай“ в Стъргел, Пирдопско, Яков изписва заедно с брат си Исая в 1881 година. Надписът на царските двери гласи: „Съождивението на г. Ристо Ценко ѿ село Горно Камарци за тѣлесъное здравѣ со домъ и чадомъ и за памѧтъ своей мати Стоѧка, 1881 ноемвриѧ 5 из рȢки зографи Йѧкова со смирени брата Исака Радеви изъ диборска держава отъ село Лазарополе.“ Двамата братя работят и в църквата „Свети Теодор Тирон“ на село Буново, Пирдопско, където им помага Русалим Дичов.
В 1892 година работи в църквата „Свети Георги“ в Лазарополе, където позлатява владишкия трон и оставя надпис „живописеца Іакова Радефъ Маџоски 1892“.
Той е автор на иконата „Богородица с Христос“ в църквата „Свети Теодор Тирон“ в Янчище, датирана 1896 година.
Умира в 1920 година.
- Стенопис от църквата „Свети Пантелеймон“ в Света

## Родословие
|  |  |  |  |  |  |  |  |  |  |  |  |  |  |  |  |  |  |                                    |                                    |                                    |                                    |                                    |                                    |  |  |                                   |                                   |                                   |                                   | Радул Кузманов Мажовски (1808 – 1859) |                                   |  |  |                                   |                                   |                                   |                                   |                                   |                                   |  |  |                                |                                |                                |                                |                                |                                |  |  |  |  |  |  |
|  |  |  |  |  |  |  |  |  |  |  |  |  |  |  |  |  |  |                                    |                                    |                                    |                                    |                                    |                                    |  |  |                                   |                                   |                                   |                                   |                                       |                                   |  |  |                                   |                                   |                                   |                                   |                                   |                                   |  |  |                                |                                |                                |                                |                                |                                |  |  |  |  |  |  |
|  |  |  |  |  |  |  |  |  |  |  |  |  |  |  |  |  |  |                                    |                                    |                                    |                                    |                                    |                                    |  |  |                                   |                                   |                                   |                                   |                                       |                                   |  |  |                                   |                                   |                                   |                                   |                                   |                                   |  |  |                                |                                |                                |                                |                                |                                |  |  |  |  |  |  |
|  |  |  |  |  |  |  |  |  |  |  |  |  |  |  |  |  |  | Йосиф Радев Мажовски (1845 – 1919) | Йосиф Радев Мажовски (1845 – 1919) | Йосиф Радев Мажовски (1845 – 1919) | Йосиф Радев Мажовски (1845 – 1919) | Йосиф Радев Мажовски (1845 – 1919) | Йосиф Радев Мажовски (1845 – 1919) |  |  | Яков Радев Мажовски (1848 – 1920) | Яков Радев Мажовски (1848 – 1920) | Яков Радев Мажовски (1848 – 1920) | Яков Радев Мажовски (1848 – 1920) | Яков Радев Мажовски (1848 – 1920)     | Яков Радев Мажовски (1848 – 1920) |  |  | Исая Радев Мажовски (1852 – 1926) | Исая Радев Мажовски (1852 – 1926) | Исая Радев Мажовски (1852 – 1926) | Исая Радев Мажовски (1852 – 1926) | Исая Радев Мажовски (1852 – 1926) | Исая Радев Мажовски (1852 – 1926) |  |  | Иван Радев Мажовски (1856 – ?) | Иван Радев Мажовски (1856 – ?) | Иван Радев Мажовски (1856 – ?) | Иван Радев Мажовски (1856 – ?) | Иван Радев Мажовски (1856 – ?) | Иван Радев Мажовски (1856 – ?) |  |  |  |  |  |  |